# Mercedes-Benz W136-W191

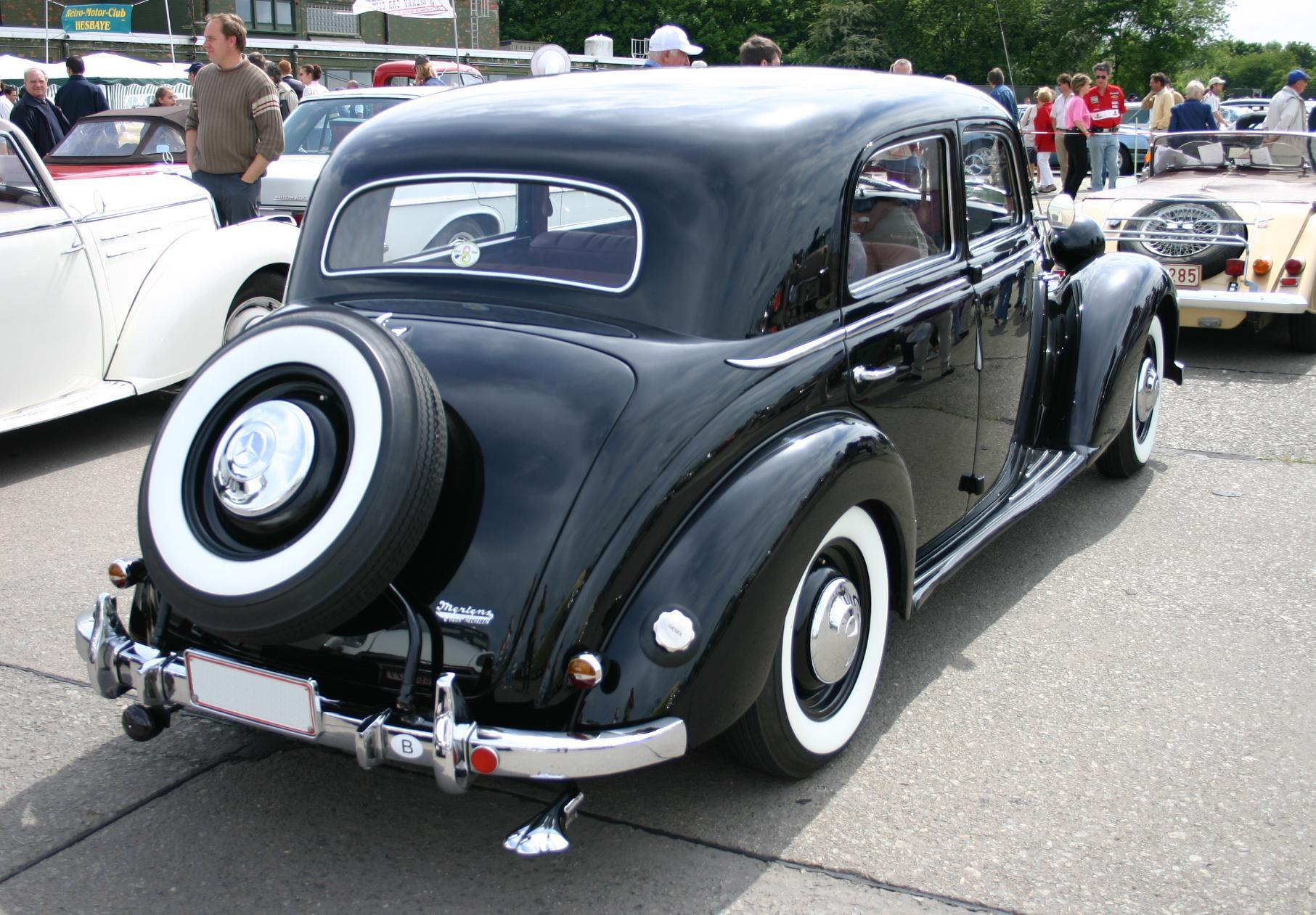
Mercedes-Benz 170

De 170-serie van Mercedes-Benz, was het volumemodel waar het Duitse automerk zowel vóór als na de Tweede Wereldoorlog successen mee wist te boeken. Dit model kan wel worden gezien als de voorloper van de huidige E-klasse.

## W15 (Typ 170)
Het verhaal begint in 1931 met de introductie van 'Typ 170'. Deze vooruitstrevende automobiel was bijvoorbeeld voorzien van onafhankelijke wielophanging van de achteras, iets wat het onderscheidend maakte ten opzichte van de concurrentie. Tevens was de auto voorzien van een centraal smeersysteem en werd hij op alle vier de wielen hydraulisch beremd.

Voorzien van een 1692 cc, 6-cilinder lijnmotor gekoppeld aan een handgeschakelde versnellingsbak met 3 versnellingen, kwam de auto met zijn 32 pk goed van zijn plaats.

De auto bleef in productie tot en met 1936.

## W28 (170)
In 1934 werd de opvolger van 'Typ 170' aangekondigd. Qua styling weer een enorme stap vooruit. Rechte en hoekige lijnen maakte plaats voor rondingen en welvingen. In 'Baureihe W28' werd tot 1939 zelfs een heel bijzonder uitvoering van de 170 opgenomen, namelijk de '170 H', welke naar het principe van de Volkswagen Kever uitgerust was met een motor achter in het voertuig. De 170 H (naar Heck, wat voor achterzijde staat) was géén commercieel succes.

## W136 (170 V)
Gebaseerd op 'Baureihe W28' volgde de Mercedes-Benz 170 V in 1937. Een jaar eerder werd het model al getoond op de autoshow van Berlijn. Voortaan werd de 170 voorzien van een 4-cilinder zijklepmotor.

De productie van dit model liep ernstige problemen op toen in september 1944 de fabriek door de geallieerden met de grond werd gelijk gemaakt. De hoofdproductie vond plaats in Stuttgart-Unterturkheim, deze werd voor 70% vernield. De carrosserieafdeling in Sindelfingen was er nog erger aan toe, daar bleef slechts 15% van het fabriekscomplex bruikbaar.

## W136 (170 D)
Mercedes-Benz schreef geschiedenis toen ze in 1949 de '170-serie' uitbreidde door de auto te voorzien van een dieselmotor, de OM636. Hiermee was het Duitse merk na de Tweede Wereldoorlog weer de eerste met een dergelijke aandrijving in een reguliere personenauto. Voor de oorlog was de 260D ('s werelds eerste dieselpersonenauto) reeds in 1936 geïntroduceerd op basis van de W138, maar deze motor was te zwaar om in het 170 chassis te worden geplaatst.

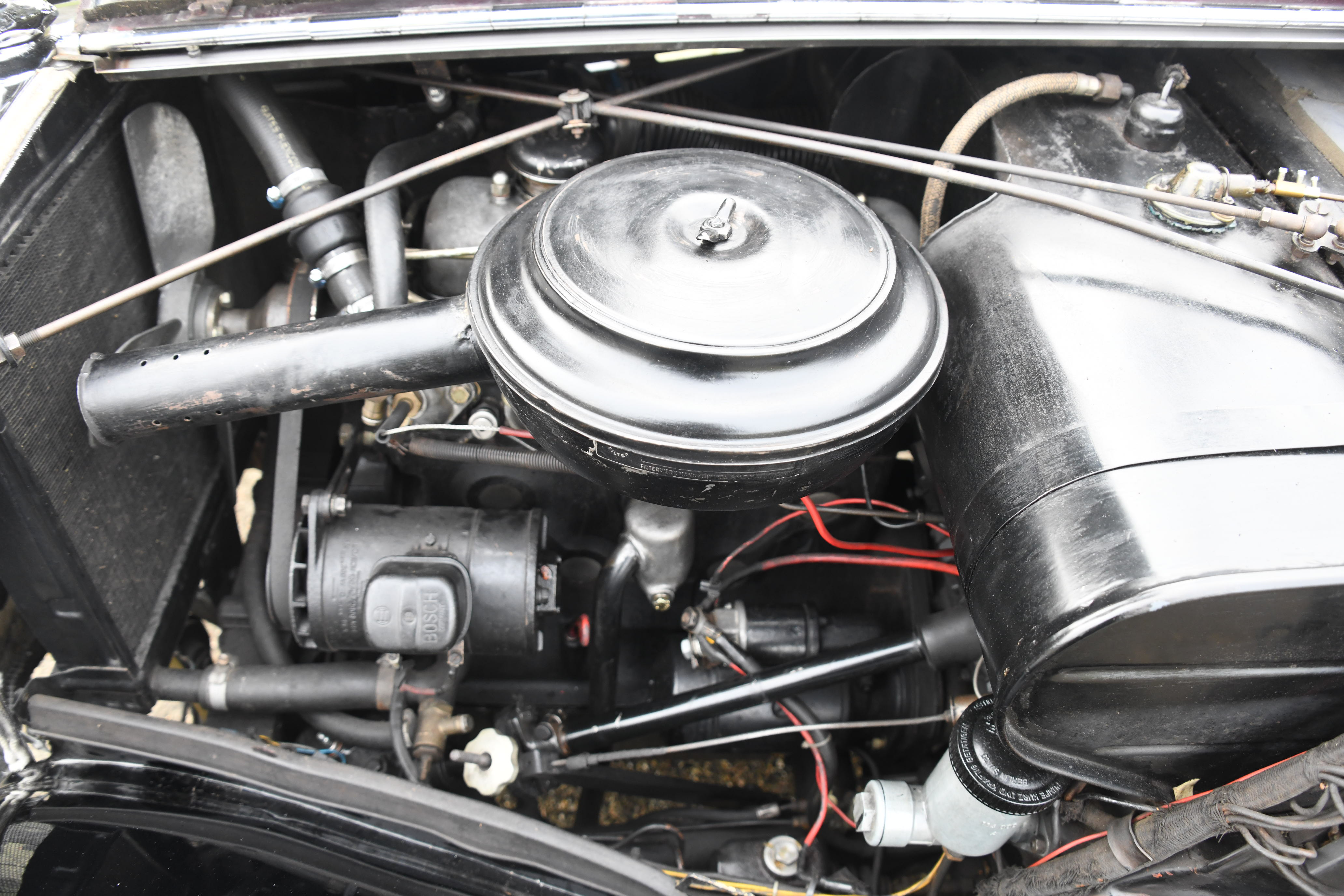
OM636 in een W136 MB 170Db (1953)

## W136 (170 S)
Tijdens de IAA te Hannover werd in 1949 de '170 S' geïntroduceerd. Nog steeds gebaseerd op de vooroorlogse modellen, echter op vele punten verbeterd. Productie van dit model vond plaats tussen mei 1949 en februari 1955.
Ten opzichte van de V-serie sprong de positie van het reservewiel in het oog. Deze zat voortaan niet meer op de achterklep, maar was netjes opgeborgen in de kofferbak.
De lijst met variaties op het thema vierdeurs sedan, was nagenoeg eindeloos. Zo werden er onder andere twee verschillende cabriolet uitvoeringen in het leveringsprogramma opgenomen (170 SA & 170 SB).
Productie van de '170 S' eindigde in 1955, waarna de 180-serie (W120 ponton) de rol van volume model verder op zich nam.
Mercedes onderscheidt voor de 170 S de volgende carrosserievormen:
- 136 040 → Vierdeurs, 4-5 persoons sedan
- 136 042 → Tweedeurs, 2-3 persoons cabriolet SA (2 zijruiten)
- 136 043 → Tweedeurs, 4-5 persoons cabriolet SB (4 zijruiten)
- 136 044 → Ziekenwagen
- 136 049 → Vierdeurs, 4-5 persoons sedan met schuifdak
- 136 051 → Chassis voor speciale sedan carrosserie
- 136 052 → Chassis voor speciale cabriolet A
- 136 053 → Chassis voor speciale cabriolet B

Hierbij zijn de speciale politiewagens niet opgenomen.

## W191 (170 DS)
Na het succes van de Mercedes 170 D, verscheen ook van de S-serie een dieseluitvoering.

## Specificaties
| Bouwjaar  | Type             | Motor                 | Cilinderinhoud | Brandstof | Pk. / tpm        | Topsnelheid | 0-100 km/uur | Gewicht  | Productie aantal |
| --------- | ---------------- | --------------------- | -------------- | --------- | ---------------- | ----------- | ------------ | -------- | ---------------- |
| 1936-1942 | 170 V            | 4 cilinder zijklepper | 1697 cc        | Benzine   | 38 pk / 3200 tpm | ?           | ?            | 1100 kg  | 74.964           |
| 1947-1950 | 170 V            | 4 cilinder zijklepper | 1697 cc        | Benzine   | 44 pk / 3600 tpm | 108 km/uur  | ?            | 1160 kg  | 45.741           |
| 1949-1953 | 170 S            | 4 cilinder zijklepper | 1767 cc        | Benzine   | 52 pk / 4000 tpm | 122 km/uur  | 32 seconden  | 1170 kg. | 42.413           |
| 1949-1951 | 170 SA Cabriolet | 4 cilinder zijklepper | 1767 cc        | Benzine   | 52 pk / 4000 tpm | 122 km/uur  | 32 seconden  | 1270 kg. | 830              |
| 1949-1951 | 170 SB Cabriolet | 4 cilinder zijklepper | 1767 cc        | Benzine   | 52 pk / 4000 tpm | 122 km/uur  | 32 seconden  | 1310 kg. | 1606             |
| 1950-1953 | 170 VA           | 4 cilinder zijklepper | 1767 cc        | Benzine   | 45 pk / 3400 tpm | 108 km/uur  | ?            | 1120 kg. | 28.255           |
| 1949-1953 | 170 D            | 4 cilinder in lijn    | 1697 cc        | Diesel    | 38 pk / 3200 tpm | 100 km/uur  | ?            | 1180 kg  | 33.823           |